# 칼라크물
칼라크물(Calakmul)은 멕시코 캄페체 주, 페텐 분지의 정글 속 깊은 곳에 있는 마야 문명의 유적이다. 과테말라 국경에서 약 33km 떨어져 있다. 고전기 마야 문명에서 가장 거대하고 강력한 도시국가들 중 하나로, 티칼과 우위를 다툴 정도로 강력한 세력을 자랑했다. 
칼라크물은 멕시코 남부 유카탄 반도 페텐 분지 북부에서 주요한 마야 도시들 중 하나였다. '칸'이라고 불리는 뱀 모양의 상형문자를 도시의 상징으로 썼으며, 광대한 영토를 다스리는 매우 강력한 왕국이었다. 뱀을 국가의 상징으로 썼기에 '뱀의 왕국'이라고도 불리며, 고전기에 전성기를 맞았다. 전성기의 칼라크물에는 5만 명에 달하는 사람들이 살았으며 영토는 사방으로 150km에 이르렀다. 칼라크물 유적지에는 6,750개의 유적들이 있으며, 그 중 가장 거대한 것은 도시 한복판에 자리했던 대피라미드이다. 그 외에도 현재 '2번 신전'이라고 불리는 피라미드 건물은 높이가 45m에 달하여 마야에서 가장 높은 구조물이기도 했다. 피라미드들은 옛 건물 위에 새로운 건물을 덧씌우는 방식으로 점점 크기를 크게 하여 지었으며, 내부에는 메소아메리카 문명권에서 흔히 그랬듯이 왕들의 무덤을 지었다. 현재 칼라크물의 공공 건물군은 2평방제곱킬로미터의 면적을 차지하며, 빽빽하게 모인 주거 지역군은 대략 20평방제곱킬로미터를 차지한다.
마야 고전기 내내 칼라크물은 남쪽에 있는 도시 티칼과 팽팽한 기싸움을 벌였으며, 이 두 도시가 주축이 되어 고전기 마야의 도시들을 모두 이끌었다. 허나 고전기 말기에 크게 쇠락한 이후 버려져 천 년 넘게 잊혀졌다가, 1931년 12월 29일, 생물학자 키루스 L. 룬델에 의해 세상에 다시 모습을 드러냈다. 2002년에는 유네스코가 지정한 세계유산에 등재되었다.